# Bobbie Friberg da Cruz
Bobbie Friberg José da Cruz, född 16 februari 1982 i Angereds församling i Göteborg, är en svensk före detta fotbollsspelare som bland annat har representerat Gais, IFK Norrköping och IFK Mariehamn. Han är äldre bror till Johan Friberg da Cruz, som också är fotbollsspelare.

## Biografi

### Ungdomsår
Friberg da Cruz är född och uppvuxen i Angered. Hans far kommer från Kap Verde och hans mor från Sverige. Han inledde sin fotbollsbana med att spela sjumannafotboll i Gunnilse IS. Därefter spelade han på ungdomsnivå i BK Häcken i fem år, men tappade motivationen och slutade spela efter diskoteksbranden i Göteborg 1998, där några av hans vänner omkom. Efter fyra–fem månader övertalade hans mor honom att återuppta fotbollen, och han började spela med Gais 82:or. År 2001 togs han upp i klubbens A-lag.

### Spelarkarriär
Friberg da Cruz tillhörde Gais A-lag i åtta säsonger, spelade 171 matcher för klubben och gjorde totalt 11 mål under sin karriär i Gais. Det ryktades efter säsongen 2006 att han skulle vara på väg till ärkerivalen IFK Göteborg, men han valde istället att spela två säsonger till i Gais. 2007 blev Bobbie Friberg da Cruz och hans lillebror Johan uttagna för provspel i Kap Verdes fotbollslandslag.
2009 skrev Friberg da Cruz på ett treårskontrakt med det danska mittenlaget Randers FC. Han spelade sammanlagt 28 matcher för klubben, men levde inte upp till förväntningarna, och under 2010 lånades han ut till Kongsvinger IL i norska Tippeligaen, där han var ordinarie under hela säsongen.
Den 1 februari 2011 blev det officiellt att Bobbie Friberg da Cruz gick till IFK Norrköping. Han skrev på ett treårskontrakt med den allsvenska klubben, och blev samma år den mest utvisade spelaren i allsvenskan. Åren 2014–2017 spelade han för åländska IFK Mariehamn.
Inför säsongen 2018 tog Friberg da Cruz över som huvudtränare i Göteborgsklubben Assyriska BK. Han spelade även 10 matcher för klubben i Division 2. I november 2018 lämnade Friberg da Cruz klubben.
I april 2020 blev han klar för spel i division 4-klubben FC Nacka Iliria. Friberg da Cruz spelade nio matcher för klubben under säsongen 2020.